# حويصلة مشبكية

عصبون أ (مُرسل) ينقل الشارة العصبية لعصبون ب (مستقبِل):
1. ميتوكندريون
2. حويصلة تشابكية مع نواقل عصبية
3. مستقبلة ذاتية
4. مشبك كيميائي يطبق الناقل العصبي سيروتونين
5. مستقبلات خلف-مشبكية نُشطت عن طريق ناقل عصبي (يحث جهد خلف مشبكي)
6. قناة كالسيوم
7. إيماس (قذف الخلية لمحتوياتها) حويصلة مشبكية
8. ناقل عصبي تم استرداده

في العصبون، تخزن الحويصلات المشبكية (بالإنجليزية: Synaptic vesicles)‏ مختلف النواقل العصبية التي يمكن تحريرها في منطقة المشبك العصبي. يخضع هذا التحرير لتنظيم قنوات الكالسيوم المعتمدة على الجهد الكهربائي. تُعد الحويصلات ضرورية لانتشار النبضات العصبية بين العصبونات ويُعاد إنتاجها بشكل متكرر بواسطة الخلية. يُطلق على منطقة المحوار التي تحمل مجموعات الحويصلات اسم النهاية المحورية أو «منطقة الزر الانتهائي». يمكن تحرير ما يقارب 130 حويصل لكل زر انتهائي على مدار فترة تنبيه ممتدة لعشر دقائق بتواتر قدره 0.2 هرتز. في القشرة البصرية لدماغ الإنسان، يبلغ متوسط قطر الحويصلات المشبكية 39.5 نانومتر مع انحراف معياري قدره 5.1 نانومتر.

## الفيزيولوجيا المشبكية

### دورة الحويصل المشبكي
يمكن تقسيم أحداث دورة الحويصل المشبكي إلى بضع مراحل أساسية:
1. الانتقال إلى المشبك
تنتقل مكونات الحويصل المشبكي الموجودة في العصبون ما قبل المشبكي في البداية إلى المشبك العصبي باستخدام مجموعة من عائلة الكينيسن المحركة. لدى الربداء الرشيقة، يمثل «يو إن سي – 104» المحرك الرئيسي للحويصلات المشبكية. تشير الأدلة أيضًا إلى وجود دور لبروتينات أخرى مثل «يو إن سي – 16» / سانداي درايفر في تنظيم استخدام المحركات من أجل نقل الحويصلات المشبكية.
2. التحميل بالنواقل
عند وصولها إلى المشبك، يبدأ تحميل الحويصلات المشبكية بالنواقل العصبية. يُعد تحميل النواقل عملية نشطة بحاجة إلى ناقل للنواقل العصبية ومضخة البروتون «إيه تي باز» التي توفر المكون الكهربائي الكيميائي. تُعد هذه الناقلات انتقائية للفئات المختلفة من النواقل العصبية. أمكن وصف خصائص البروتينين «يو إن سي – 17» و«يو إن سي – 47»، اللذين يشفران ناقل الأستيل كولين الحويصلي وناقل غابا الحويصلي.
3. الإرساء
تخضع الحويصلات المشبكية المحمّلة لعملية الإرساء بالقرب من مواقع التحرير، مع ذلك، تبقى عملية الإرساء إحدى خطوات الدورة غير المفهومة بشكل جيد. على الرغم من النجاح في تحديد العديد من البروتينات الموجودة على الحويصلات المشبكية وفي مواقع التحرير، فإن جميع التفاعلات البروتينية المحددة بين بروتينات الحويصلات وبروتينات موقع التحرير غير قادرة على تفسير مرحلة الإرساء من الدورة. تعمل الطفرات الموجودة في «راب - 3» و«مونك - 18» على تعديل عملية الإرساء أو تنظيم الحويصلات في مواقع التحرير، إلا أنها غير قادرة على تعطيل عملية الإرساء بشكل كامل. من الجلي أيضًا وجود دور هام لبروتينات «إس إن إيه آر إيه» أيضًا في خطوة الإرساء في الدورة.
4. التجهيز
بعد انتهاء عملية الإرساء، ينبغي تجهيز الحويصلات المشبكية قبل خضوعها لعملية الاندماج. تساهم هذه الخطوة في تهيئة الحويصل المشبكي ليتمكن من الاندماج بسرعة استجابة لتدفق الكالسيوم. يُعتقد أن خطوة التجهيز هذه منطوية على تكوين معقدات من بروتينات «إس إن إيه آر إيه» المجمعة جزئيًا. تلعب البروتينات «مونك 13»، و«آر آي إم» و«آر آي إم – بي بّي» دورًا في هذا الحدث. يُعتقد أن البروتين «مونك 13» مسؤول عن تغيير بناء جملة «تي - إس إن إيه آر إيه» من التكوين المغلق إلى التكوين المفتوح، ما يحرض تجميع معقدات «في - إس إن إيه آر إيه» / «تي - إس إن إيه آر إيه». من الواضح أيضًا أن بروتين «آر آي إم» مسؤول عن تنظيم عملية التجهيز، لكنه ليس أساسيًا في حدوث هذه العملية.
5. الاندماج
بعد انتهاء عملية التجهيز، تندمج الحويصلات المجهزة بسرعة كبيرة مع غشاء الخلية استجابة لارتفاع تركيز الكالسيوم في السيتوبلازما. يؤدي هذا إلى تحرير النواقل العصبية المخزنة إلى داخل الشق المشبكي. من المعتقد وجود دور وسيط ومباشر لبروتينات «إس إن إيه آر إيه» في حدث الاندماج المدفوع بواسطة الطاقة الناجمة عن تجميع بروتينات «إس إن إيه آر إيه». يُطلق على البروتين الحساس للكالسيوم والمسؤول عن تحريض هذا الحدث اسم بروتين الحويصل المشبكي المرتبط بالكالسيوم، السينابتوتاغمين. أمكن في الآونة الأخيرة إعادة بناء قدرة بروتينات «إس إن إيه آر إيه» على التوسط في الاندماج بالاعتماد على الكالسيوم في المختبر. بما يتوافق مع الدلائل التي تشير إلى ضرورة بروتينات «إس إن إيه آر إيه» في عملية الاندماج، تؤدي الطفرات في «في – إس إن إيه آر إيه» و«تي - إس إن إيه آر إيه» إلى تبعات مميتة لدى الربداء الرشيقة. بشكل مماثل، تشير الطفرات لدى الهمجة والجينات المعطلة لدى الفئران إلى وجود دور جوهري لبروتينات «إس إن إيه آر إيه» في الإيماس المشبكي.
6. الابتلاع الخلوي الداخلي
تفسر هذه العملية إعادة امتصاص الحويصلات المشبكية في نموذج الاندماج الكامل. مع ذلك، توصلت بعض الدراسات الأخرى إلى مجموعة من الأدلة التي تشير إلى عدم حدوث هذا النوع من الاندماج والابتلاع الخلوي الداخلي في جميع الحالات.